# 2023年8月中國大陸

## 8月5日
- 凌晨1時許，安徽省阜陽市阜南縣鹿城鎮冷寨社區發生持刀事件，造成1人死亡、4人受傷，其中死者為33歲程姓女子，傷者均為小孩。凶手為40多歲孔某。行凶後，孔某被發現在縣城一個小公園內上吊自殺。該事件8日才被曝光。8日，該事件上百度熱搜。當地警方未發布此案相關通報[1]。
- 解放軍陸軍第82集團一架直升飛機承載一批保定軍政官員巡視河北省保定市涞水县、涿州市洪水時發生墜毀，造成16人死亡，其中死者包括一名駐軍副參謀長、一名副大队长、4名副局級官員、一名保定电视台記者李一凡，副局級官員中1人為保定市應急管理局的一名范姓局長，1人為保定市交通局副局长李建英。軍方和當地官方拒絕正面回應。官方均未發布有關此事的任何資訊[2][3]（此新闻存疑）。

## 8月6日
- 山东省德州市平原县发生規模5.5級地震，震源深度10千米[4]。为德州市和周边地区有记录以来最强烈的地震[5]。

## 8月7日
- 上午9時許，內蒙古自治區赤峰市松山區当铺地满族乡關家營村發生車禍，造成3人死亡、多人受傷。當地人稱傷亡的人很多，有10幾個人。事發時有集市，一輛拉貨的廂式貨車疑剎車失控衝進人群。事發後，肇事司機疑似被帶走，傷亡人員也被轉運[6]。

## 8月8日
- 下午4時01分，江西省上饒市弋阳县漆工镇烈橋村一間加油站附近發生相撞事故，造成3人死亡，3人受傷。當地一家醫院稱，他們收治16名傷者[7]。

## 8月9日
- 上午7時許，陝西省商洛市丹鳳縣蔡川镇太子廟村發生不明物體墜落。媒體稱墜落物為衛星火箭殘骸，應為長征二號丙的一級殘骸。現場已維護起來，有專人正在處理，後續有相關部門運走[8]。
- 上午9时许，四川省雅安市雨城区河北街道红星村陇西河鱼鳞坝发生洪流导致该群11名大妈被卷走，造成7人死亡、1人受伤，其中傷者為輕傷[9][10][11]。
- 河北省保定市高碑店市新城村多名災民在當地政府門前被身穿黑色制服的特警毆打，周圍還有身穿藍色制服的警察。當天，保定市相關分局領導以“四不兩直”的方式到高碑店市新城村考察，期間遇到災民前往政府反映問題，於是調特警支隊和職能單位聯合處置[12]。

## 8月10日
- 凌晨12時40分，甘肅省白銀市景泰县喜泉镇大水䃎村馬場山發生山洪，造成5人死亡。當時，一行7人結伴前往山中尋找家中的80多隻羊，並將駕駛車輛停在山下河道。突降暴雨後，7人上車避雨，遭遇山洪來襲河水暴漲，其中一台車輛衝上灘塗，2人成功獲救，另一台車捲入山洪，5人失聯，最終證實死亡[13][14]。一行7人中，6人为该镇兴泉村村民、1人为芦阳镇芦阳村村民[15]。

## 8月11日
- 下午6时许，陝西省西安市长安区滦镇街道喂子坪村鸡窝子组因暴雨發生土石流，造成21人死亡、6人失聯。初步分析，當地致災原因為短時間內暴雨引發山洪土石流所致[16][17]。

## 8月13日
- 上午7時15分許，山東省濰坊市高密市朝陽街道鳳凰大街“半邊天”青花椒烤魚餐廳發生氣爆，造成2人死亡、2人受傷，其中死者1人剩上半截身體、1人頭部被炸沒了。目前尚不清楚事故原因，大部分網友都懷疑該間烤魚店的天然氣爆炸[18][19]。
- 下午1時許，湖南省衡陽市衡南縣硫市镇樂玉村一間閒置房屋因強風暴雨發生倒塌，造成3人死亡、2人受傷[20]。
- 下午4時15分，江蘇省鹽城市大丰区万盈镇、小海镇、南阳镇等部分鄉鎮因短時強降雨和強陣風出現龍捲風襲擊，造成2人死亡、15人受傷。導致283戶農舍、32條蔬菜棚架受損[21]。龍捲風等級為EF2級（中等強度）[22]。

## 8月14日
- 晚间8时30分许，湖北省宜昌市兴山县榛子乡平瓦公路发生山体岩石崩塌，造成7人死亡。当時砸中一辆途经的7人座小型面包车[23]。

## 8月15日
- 國家統計局宣佈自8月起將不再公佈分年齡段青年失業率[24][25]。

## 8月17日
- 中华人民共和国商务部举行例行新闻发布会，《中国日报》记者问及大陆对台贸易壁垒调查进展，商务部新闻发言人束珏婷进行回应[26]。

## 8月18日
- 凌晨1時02分，貴州省黔東南州黎平縣肇興鎮肇興村夢幻肇興客棧發生火災，造成9人死亡、2人受傷。凌晨1時35分火勢已撲滅。目前起火原因調查中[27]。

- 中共中央台湾工作办公室发言人朱凤莲答记者问时表示，根据商务部对台贸易壁垒调查初步调查结果，臺灣地區对大陆采取贸易限制措施，不符合ECFA关于推动两岸经济关系正常化、制度化及自由化的要求，违反ECFA有关“逐步减少或取消双方之间实质多数货物贸易的关税和非关税壁垒”条款。我们支持相关主管部门将结合贸易壁垒调查情况，依据有关规定研究采取相应的措施[28]。

## 8月20日
- 上午11时42分许，安徽省滁州市来安县城乡公交有限公司开往江苏省南京市浦口区林场站的一辆公交车在104国道浦口区浦泗路花旗营段因乘客携带的锂电池自燃而起火，造成2人死亡、5人受伤，其中死者包括1名儿童[29]。

## 8月21日
- 四川省涼山州金陽縣芦稿镇燈廠村因短時強降雨而於凌晨發生山洪，導致蜀道集團沿江高速JN1（金寧一）標段項目部鋼筋加工場民工駐地板房被沖毀，造成4人死亡、48人失聯。施工單位涉嫌不報、謊報安全事故罪[30]。
- 晚間10時許，陝西省延安市延川县永坪镇高家屯乡賀家崖村新泰煤礦發生瓦斯爆炸事故，造成11人死亡、11人受傷[31]。當天晚間上班多為安康人[32]。

## 8月22日
- 中共中央總書記兼國家主席習近平缺席金磚國家峰會工商論壇閉幕式[33][34]，由商務部部長王文涛代其宣講致辭[35][36][37]。晚間，習近平參加領導人晚宴[38][39]。
- 下午2時30分許，廣西欽州市北部灣海域一艘深圳市海昌华海运股份有限公司的“聖油229”油輪發生著火，造成2人死亡。下午4時45分許，火已撲滅。當時船上共17人[40][41]。
- 下午4时许，四川省成都市锦江区东御街18号天府红购物中心4楼一名年长女子辱骂并殴打Cosplay少女，造成2人受伤[42]，其中1人情緒激動差點昏厥、1人輕微腦震盪。當時該名年長女子認為她們在宣揚日本文化，是叛國賊，少女解釋，其扮演為遊戲“原神”角色，但仍發生爭執，最後演變成口角衝突[43]。

## 8月23日
- 下午5時30分許，山西省忻州市五台县沧榆高速公路鳳凰嶺隧道一輛屬山西汽運集團的大巴車撞擊隧道內牆，造成5人死亡、多人受傷，其中傷者中3人重傷。當時車上包括司機共31人[44]。

## 8月30日
- 雲南省曲靖市麒麟區麒麟西路二中雲師高級中學40多名學生在該校就餐後送醫。學生在該校食堂吃到臭雞腿嘔吐、腹痛。學生送醫後，校方未通知家長，還收走學生手機。一名學生借護士手機打電話才聯繫上家人。大部分學生當天已返回學校上課[45]。